# Unforgiven (2008)
Unforgiven (2008) foi o décimo primeiro evento anual do Unforgiven promovido pela WWE e foi transmitido por pay-per-view. Aconteceu em 7 de Setembro de 2008, no Quicken Loans Arena em Cleveland, Ohio, e reuniu wrestlers da RAW, SmackDown e ECW. O tema principal foi Rock Out de Motörhead.

## Resultados
| #               | Lutas                                                                           | Estipulação                                               | Tempo        |
| --------------- | ------------------------------------------------------------------------------- | --------------------------------------------------------- | ------------ |
| Luta preliminar | Evan Bourne derrotou John Morrison                                              | Luta individual                                           | Desconhecido |
| 1               | Matt Hardy derrotou Mark Henry (c), Chavo Guerrero, The Miz e Finlay            | Championship Scramble pelo ECW Championship               | 20:04        |
| 2               | Cody Rhodes e Ted DiBiase (c) derrotaram Cryme Tyme (JTG e Shad)                | Luta de duplas pelo World Tag Team Championship           | 11:35        |
| 3               | Shawn Michaels derrotou Chris Jericho por paralisação do árbitro                | Luta não-oficial                                          | 26:53        |
| 4               | Triple H (c) derrotou Jeff Hardy, Shelton Benjamin, MVP e The Brian Kendrick    | Championship Scramble pelo WWE Championship               | 20:16        |
| 5               | Michelle McCool (c) derrotou Maryse                                             | Luta individual pelo WWE Divas Championship               | 05:42        |
| 6               | Chris Jericho* derrotou Batista, Rey Mysterio, Kane e John "Bradshaw" Layfield. | Championship Scramble pelo World Heavyweight Championship | 17:15        |

- *Antes da disputa do World Heavyweight Championship, o então campeão CM Punk foi atacado por Randy Orton, Cody Rhodes, Ted DiBiase e Manu. Esse fato impediu de defender o título, então o seu substituto na luta foi Chris Jericho, que acabou se sagrando o novo campeão.